# Dzierlin
Dzierlin – wieś w Polsce położona w województwie łódzkim, w powiecie sieradzkim, w gminie Sieradz. 
Prywatna wieś szlachecka położona była w drugiej połowie XVI wieku w powiecie sieradzkim województwa sieradzkiego. W latach 1975–1998 miejscowość administracyjnie należała do województwa sieradzkiego.

## Części wsi
| SIMC    | Nazwa           | Rodzaj    |
| ------- | --------------- | --------- |
| 0713533 | Byk             | część wsi |
| 0713540 | Dzierlin A      | część wsi |
| 0713556 | Dzierlin B      | część wsi |
| 0713562 | Łęg Walewskiego | część wsi |
| 0713579 | Osmolin         | część wsi |
| 0713585 | Strumiany       | część wsi |

## Historia
Dawniej wieś szlachecka. Pierwsza wzmianka o niej w 1363 r. W 1398 r. był wspomniany „nobilis Piotr Malypy de Dzierliwo” (jako patron kościoła w Charłupi Małej). W XV w. wchodziła w skład wielowioskowej włości Zarębów z Kalinowy, a w stuleciu następnym stanowiła własność Biskupskich z Charłupi Małej. W XIX i w XX w. własność Brzezińskich i Czapskich. Przetrwał tu dwór zapewne z przełomu XVII/XVIII w., później przekształcony. Murowany, na planie prostokąta. Parterowy z mieszkalnym poddaszem w mansardzie. Piwnice o układzie trzytraktowym, sklepione kolebkowo i kolebkowo z lunetami. Dach mansardowy. Nieopodal kapliczka z dawnej kruchty drewnianego kościoła w Charłupi Małej z 1765 r.
W latach 1934–1954 była tu siedziba gminy Charłupia Mała.

## Zabytki
Według rejestru zabytków Narodowego Instytutu Dziedzictwa na listę zabytków wpisane są obiekty:
- dwór, XVIII-XX w., nr rej.: 812 z 28.12.1967
- kaplica dworska, drewniana 1917, nr rej. 421/A z 20.05.1946